# Fosfaatbinders
Fosfaatbinders zijn geneesmiddelen die fosfaat uit voedsel kunnen binden in het maag-darmkanaal, en daarmee verhinderen dat het fosfaat door het lichaam wordt opgenomen en in het bloedplasma terechtkomt. Alle producten die eiwitten bevatten, zijn ook een bron van fosfor. Fosfaatbinders worden oraal ingenomen bij de maaltijd, meestal in de vorm van (kauw)tabletten of poeder. Fosfaatbinders worden vooral gebruikt bij hemodialysepatiënten om hyperfosfatemie te behandelen.

## Soorten fosfaatbinders
Fosfaatbinders kunnen zowel anorganisch als organisch van aard zijn. Anorganische fosfaatbinders zijn metaalverbindingen met aluminium, lanthaan, calcium, magnesium en/of ijzer. Organische fosfaatbinders bestaan uit  een ionenwisselaarhars.
- Aluminiumhoudende fosfaatbinders, bijvoorbeeld aluminiumhydroxide, worden niet vaak meer gebruikt. Het fosfaatbindend vermogen van aluminium is weliswaar groot, zodat een kleine dosis veel fosfaat kan binden en uitscheiden. Maar aluminium hoopt zich op in het lichaam wat kan leiden tot aluminiumvergiftiging. Daarom gebruikt men bij voorkeur niet-aluminiumhoudende fosfaatbinders.

- Calciumhoudende fosfaatbinders, zoals calciumacetaat of calciumcarbonaat, worden vaker ingezet. Ze zijn effectief en niet te duur. Maar bij calciumcarbonaat is een hoge dosis vereist; en dialysepatiënten kunnen geen overtollig calcium via de urine afscheiden. De dosering dient dus nauwkeurig te gebeuren om hypercalciëmie of cardiovasculaire calcificatie te vermijden.

- Magnesiumhydroxide of magnesiumcarbonaat (ook in combinatie met calciumacetaat) zijn magnesiumhoudende fosfaatbinders.

- Lanthaan(III)carbonaat is een relatief nieuwe fosfaatbinder op basis van lanthaan. Het is een voorbeeld van de calciumvrije fosfaatbinders, waar de farmaceutische industrie zich meer en meer op richt. Daartoe behoren ook middelen met ijzer, zoals fermagaat (op basis van ijzer en magnesium), een complex van ijzer(III)oxide-hydroxide, zetmeel en sucrose en ook ijzer(III)citraat.